# Нонан (Кальвадос)
Нона́н (фр. Nonant) — коммуна во Франции, находится в регионе Нижняя Нормандия. Департамент коммуны — Кальвадос. Входит в состав кантона Бейё. Округ коммуны — Байё.
Код INSEE коммуны — 14465.

## Население
Население коммуны на 2010 год составляло 470 человек.
| 1962 | 1968 | 1975 | 1982 | 1990 | 1999 | 2010 |
| ---- | ---- | ---- | ---- | ---- | ---- | ---- |
| 243  | 250  | 266  | 361  | 388  | 384  | 470  |

## Экономика
В 2010 году среди 312 человек трудоспособного возраста (15—64 лет) 228 были экономически активными, 84 — неактивными (показатель активности — 73,1 %, в 1999 году было 76,1 %). Из 228 активных жителей работали 216 человек (108 мужчин и 108 женщин), безработных было 12 (9 мужчин и 3 женщины). Среди 84 неактивных 27 человек были учениками или студентами, 44 — пенсионерами, 13 были неактивными по другим причинам.